# بلاس رامون روبيو لارا
بلاس رامون روبيو لارا (بالإسبانية: Blas Ramón Rubio Lara)‏ هو سياسي مكسيكي، ولد في 13 ديسمبر 1950 في المكسيك. حزبياً، نشط في الحزب الثوري المؤسساتي. وقد انتخب عضو مجلس النواب المكسيك.